# Daniel Jérent
Daniel Jérent (* 4. června 1991 Saint-Claude, Guadeloupe) je francouzský sportovní šermíř, který se specializuje na šerm kordem.
Francii reprezentuje od roku 2013. V roce 2016 startoval na olympijských hrách, v jednotlivcích vypadl v úvodním kole a s favorizovaným družstvem Francie získal zlatou olympijskou medaili.